# Tùng Vài
Tùng Vài là một xã thuộc tỉnh Tuyên Quang, Việt Nam.

## Địa lý
Xã Tùng Vài có vị trí địa lý:
- Phía đông giáp thị trấn Tam Sơn và các xã Thanh Vân Quyết Tiến
- Phía tây giáp Trung Quốc
- Phía nam giáp huyện Vị Xuyên và xã Tả Ván
- Phía bắc giáp xã Cao Mã Pờ và xã Nghĩa Thuận.

Xã Tùng Vài có diện tích 65,71 km²,dân số năm 2019 là 4.741 người, mật độ dân số đạt 72 người/km².

## Hành chính
Xã Tùng Vài được chia thành 11 thôn: Tùng Vài Phìn, Bản Thăng, Pao Mả Phìn, Lùng Chu Phìn, Sì Lo Phìn, Lùng Khố, Tùng Pàng, Suối Vui, Tả Lán, Khố Mỷ, Lao Chải.